# ماکسیمیلیان بایر (دوچرخه‌سوار)
ماکسیمیلیان بایر (انگلیسی: Maximilian Beyer؛ زادهٔ ۲۸ دسامبر ۱۹۹۳) دوچرخه‌سوار اهل آلمان است.
وی در مسابقات کشوری و بین‌المللی در مجموع برندهٔ ۱ مدال برنز شده‌است.